# ژان باپتیست تاورنیه

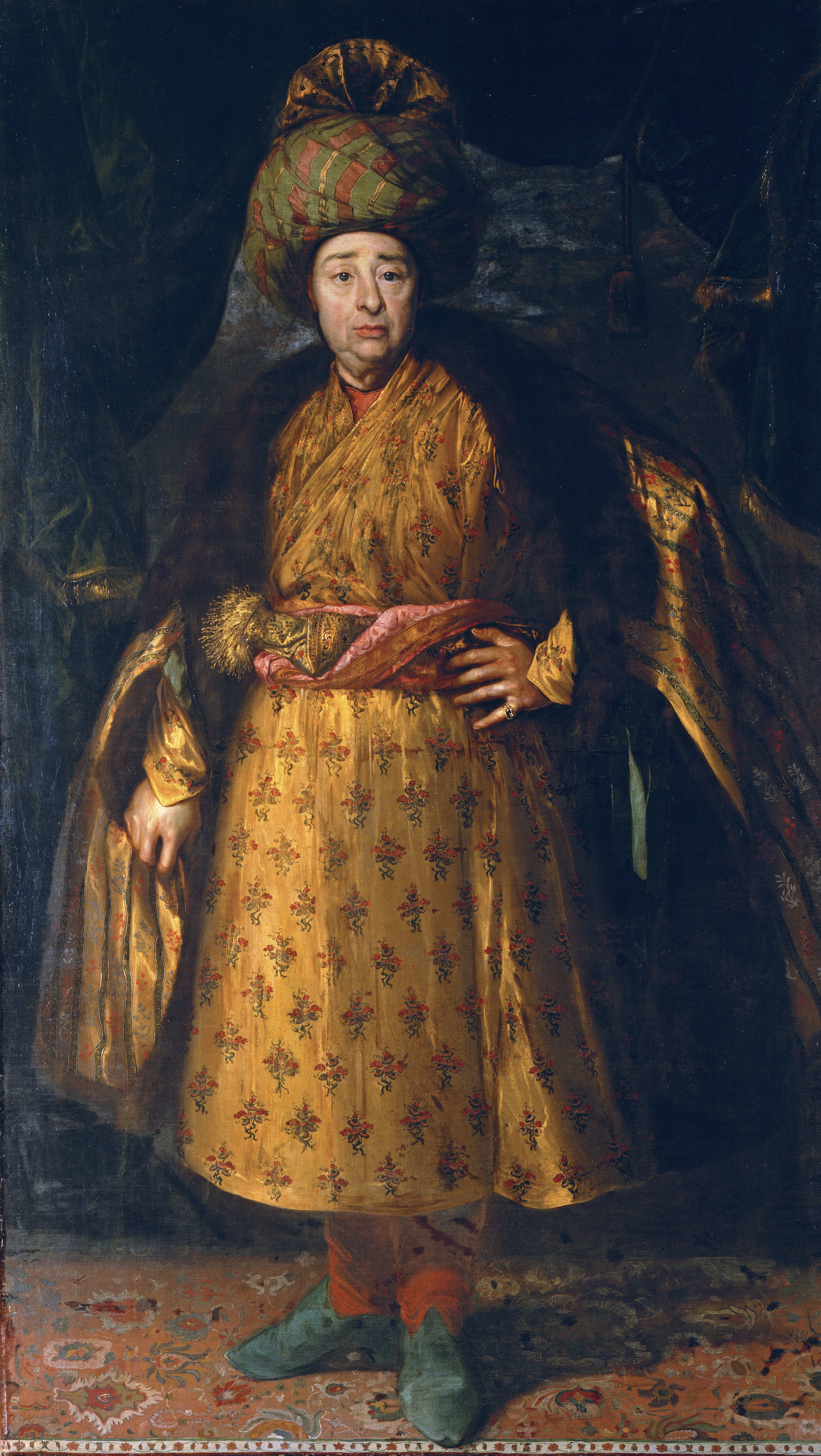
ژان پاتیست تاورنیه در لباس ایرانی.

ژان باتیست تاورنیه (۱۰۱۴–۱۱۰۰ق/۱۶۰۵–۱۶۸۹م)، جهانگرد و بازرگان فرانسوی است که در عصر صفوی بارها به ایران و مشرق زمین سفر کرد. سفرنامهٔ او در شرح وقایع دورهٔ صفویه و وقایع دربار صفوی است.

## زندگی‌نامه

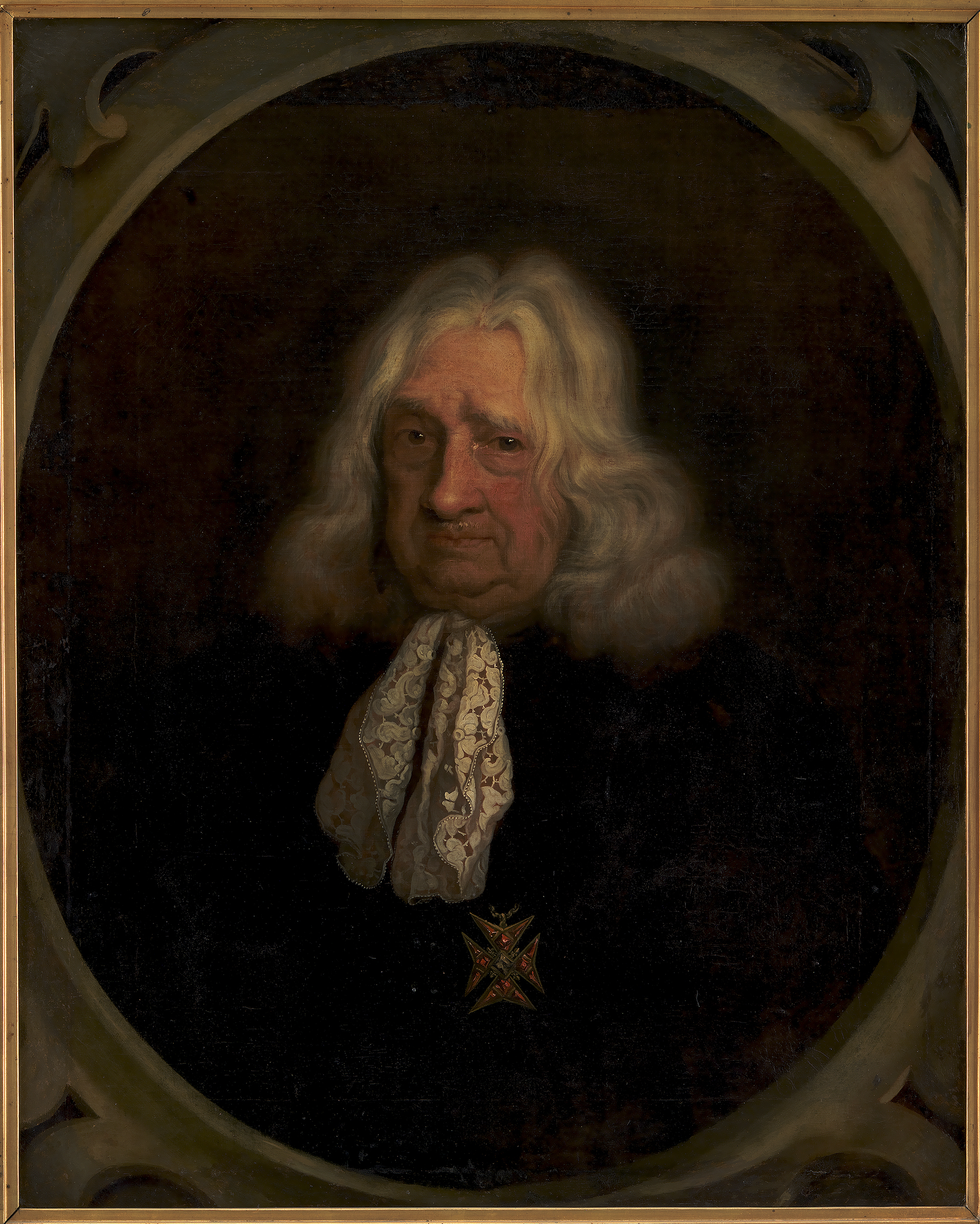
ژان پاتیست تاورنیه

ژان باتیست تاورنیه، جهانگرد فرانسوی، در سال ۱۶۰۵ در پاریس به دنیا آمد. خانواده او که اکثر جغرافی‌دان و حکاک و نقشه‌نگار بودند از آنتورپ در بلژیک به پاریس آمده و در آنجا مستقر شده بودند. دوران کودکی‌اش در کنار پدر و خانواده دانشمندی گذشت که همه روزه دربارهٔ مسائل جغرافیایی با دیگران به گفتگو می‌پرداختند و همین گفتگوها بود که شوق سفر را از کودکی در او برانگیخت، چنان‌که خود می‌نویسد: اگر اولین تعلیم دومین تولد باشد من بامیل‌سفر کردن پا به جهان گذاشته‌ام. شهرتی که پدرم در مباحث جغرافیا داشت و گفتگوهایی که بیشتر دانشمندان در حضور من با پدرم می‌کردند و من با علاقه گوش می‌دادم میل سفر را در من بیدار کرد.
بیست و دو سال بیشتر نداشت که بسیاری از کشورهای اروپا (فرانسه، انگلستان، بلژیک، هلند، لوکزامبورگ، آلمان، سوئیس، لهستان، مجارستان، ایتالیا) را دیده بود و به قدر رفع نیاز به زبان‌های رایج آن کشورها سخن می‌گفت. در همین‌سفرهای اروپا بود که راه سفرهای آینده خود را گشود. پس از مدتی خدمت در نزد نایب‌السلطنه مجارستان، با فرستاده کاردینال ریشلیو به نام پر ژوزف، که چندی بعد مدیر انجمن‌های دینی مشرق زمین شد، ملاقات کرد و در واقع توانست از راهی که این کشیش کاپوسن به کشورهای مشرق باز کرده بود استفاده کند.
تاورنیه می‌نویسد: «من در حال رفتن به راتیسبون بودم که پر ژوزف به من پیشنهاد کرد که همراه نمایندگان او به سفری که نقشه‌اش را کشیده بود به قسطنطنیه و فلسطین بروم». او در قبول این پیشنهاد تردید نمی‌کند و عازم سفر می‌شود. پس از آن نیز پنج بار دیگر به مشرق زمین سفر می‌کند و جمعاً نه بار کشور ایران را می‌بیند. آخرین سفرش در ۶ دسامبر ۱۶۶۸ با بازگشت به پاریس به پایان می‌رسد. در این هنگام شصت و سه سال دارد. لوئی چهاردهم، شاه فرانسه، لقب نجیب‌زادگی به او اعطا می‌کند و در سال ۱۶۷۰ مالکیت بارون‌نشین اوبون را نیز به آن می‌افزاید. اکنون به سن شصت و پنج، سن بازنشستگی و نگارش خاطراتش رسیده‌است.
پانزده سال بعد، دوباره به سیر و سیاحت رو می‌آورد. فردریک ویلهلم، شاه براندنبورگ، او را به برلن فرا خوانده‌است تا سفر به هند و تأسیس یک شرکت تجاری نظیر شرکت انگلیسیان و هلندیان را به او پیشنهاد کند. در این زمان تاورنیه هفتاد و نه سال دارد. در ۳۰ ژوئن ۱۶۸۴ به برلن می‌رود و فردریک ویلهلم مقام ندیمی مخصوص شاه و نجیب‌زادگی دربار و مشاورت امور دریایی را به او اعطا می‌کند و وعده می‌دهد که او را به عنوان سفیر ویژه خود به دربار مغول کبیر (گورکانیان هند) بفرستد. تاورنیه فرانسه را ترک می‌گوید و در براندنبورگ مستقر می‌شود. وعده شاه و تأسیس شرکت آلمانی هند شرقی عملی نمی‌شود، اما تاورنیه نمی‌تواند به سکون و بی‌حرکتی پیرمردی ثروتمند، دل خوش کند و بار دیگر تصمیم می‌گیرد که عازم سفر مشرق زمین شود. در این هنگام بیش از هشتاد سال سن دارد. در ژانویه ۱۶۸۹ و در بحبوحه زمستانی سخت، راه مسکو را در پیش می‌گیرد تا از آنجا به ایران برود، اما دیگر هرگز ایران را نمی‌بیند و در فوریه همان سال در شهر اسمولنسک زندگی را بدرود می‌گوید.
تاورنیه در شرح مسافرت‌های خود به مشرق زمین چند سفرنامه نوشته‌است. همه این سفرنامه‌ها پر از اطلاعات گرانبهایی است که در کتابهای دیگر مشابه آن‌ها را نمی‌توان یافت. تاورنیه به همه امور روزمره‌ای که در اطراف خود دیده توجه و علاقه نشان داده و به لطف همین اشتغال ذهنی است که ما برای مثال از انواع خوراک‌ها و افشره‌های آن عهد، پوشاک مرد و زن، وصف دقیق شهرها و ساختمان‌ها، انواع شغل‌ها و شیوه زندگی صاحبان مشاغل اطلاع حاصل می‌کنیم. ملاحظات او به واقع گرانبهاست.
با این همه تاورنیه فاقد تخیل شاعرانه و هنری است. زیباترین سروهای جهان را در باغ‌های شیراز نمی‌بیند و آثار بازمانده تخت جمشید را جز ستون‌هایی کهنه، بعضی سرپا و بعضی افتاده بر زمین نمی‌داند و اصفهان را که در آن زمان یکی از بزرگ‌ترین و پرجمعیت‌ترین شهرهای جهان است به چشم یک روستا می‌نگرد و ارزش بناهای بی نظیر آن را درنمی‌یابد (یا نمی‌خواهد دریابد) و از همه این آثار بی همتا فقط به زیبایی پل سی و سه چشمه (پل الله وردی خان) اذعان می‌کند. اما ارزش سفرنامه‌های او، خاصه آنجا که به ایران مربوط می‌شود، در چیز دیگر است، در وصف کشور و نوع حکومتی است که از قدیمترین ایام تا کمتر از یک سده پیش همچنان یکسان مانده بود. تاورنیه هنگام اقامت در اصفهان مدام در دربار شاه رفت‌وآمد داشت؛ زیرا دربار بهترین مشتری جواهرات او بود و شاه به او محبت می‌کرد و او را (آقا طاورنیه) می‌نامید و اطلاعات مفیدی از شیوه حکومتی و نظام اقتصادی کشوری که قسمت اعظم اراضی آن متعلق به شاه بود به دست آورد.
سفرهای تاورنیه میان سال‌های ۱۶۳۲ تا ۱۶۶۸ میلادی صورت گرفت. سفر اول او در زمان سلطنت شاه صفی، نوه شاه عباس بزرگ، و سفرهای دیگرش در زمان شاه عباس دوم و شاه سلیمان بود. این شش سفر را سه سفر بازگشت از هند تکمیل کرد که یکی از طریق دریا از بندر سورت به هرمز و دوتای دیگر از طریق قندهار بود. بدین گونه، او نه بار به ایران آمد.
سفر اول تاورنیه در ۱۶۳۲، به پیشنهاد پر ژوزف آغاز شد و در استانبول از همراهان که عازم شامات و بیت‌المقدس بودند جدا شد. سفر دوم در ۱۳ سپتامبر ۱۶۳۸ آغاز شد و از طریق ایالات جنوبی عثمانی، یعنی ازمیر، به مرز ایران و سپس به تبریز و در آخر به اصفهان رسید. سفر سوم از طریق بین‌النهرین و آشور در ۶ دسامبر ۱۶۴۳ به اصفهان صورت‌گرفت. در سفر چهارم در ۱۸ ژوئن ۱۶۵۱ از بندر مارسی به اسکندرون و حلب و موصل و نینوا رفت و سرانجام به اصفهان رسید. سفر پنجم در ۵ فوریه ۱۶۵۷ آغاز شد و از طریق مارسی و سپس لیورنو (در ایتالیا) به ازمیر، تبریز و اصفهان انجامید. آخرین سفر یعنی سفر ششم، در ۲۷ نوامبر ۱۶۶۳ از پاریس آغاز و از طریق ازمیر و ایروان و تبریز، در ۲۰ اکتبر ۱۶۶۴ به اصفهان ختم شد.
تاورنیه در بیان آنچه دیده و نوشته دقت داشته‌است. مسائل مختلف مربوط به راه‌ها و روستاها و شهرهای متعدد را به‌خوبی و درستی توضیح می‌دهد. در طی سفرهایش با اشخاص سرشناس متعددی روبه‌رو می‌شود و اطلاعاتی دربارهٔ آن‌ها به دست می‌دهد که از لحاظ تاریخی بسیار ارزشمند است. از آن جمله‌اند اشخاصی مانند میرزا تقی اعتمادالدوله و کارهای نیک و بدش، علی‌مردان‌خان، حاکم ثروتمند و پرقدرت قندهار که از ترس شاه صفی به دربار هند پناه برد و قندهار را به هندیان تسلیم کرد، میرزا ابراهیم، وزیر مالیه آذربایجان، خواجه نظر، اولین کلانتر ارمنیان و خواجه پطرس، تاجر بزرگ ارمنی و جز این‌ها.

## نظر تاورنیه دربارهٔ ایرانیان
در مجموع، نظر تاورنیه دربارهٔ ایرانیان بسیار مثبت است و معتقد است که ایرانیان از همه ملل آسیا باهوش‌ترین و از فرنگی‌ها در عقل و کفایت هیچ عقب نمی‌مانند. در مورد امنیت در ایران می‌گوید برخلاف عثمانی که در همه جا کاروان‌ها در معرض تجاوز حاکمان و دزدان قرار دارند در ایران می‌توان بدون ترس سراسر کشور را پیمود و اگر مال کسی را بدزدند حاکم موظف است که معادل آن مال را به او پس بدهد. به نظر تاورنیه مهمان‌نوازی ایرانیان درخور ستایش‌است، ایرانیان دوستدار نظم و انصاف‌اند و ذوق بسیار برای آموختن دارند. او معتقد است که (ایران در آسیا به منزلهٔ فرانسه در اروپاست).
توضیحات تاورنیه دربارهٔ ادیان، غالباً ناپخته و ابتدایی است. دربارهٔ اسلام و به خصوص تشیع در سطح امور باقی مانده و در مورد زرتشتیان ایران سخنان عوامانه را پذیرفته‌است. در شرح وقایع تاریخی نیز گاهی دچار اشتباه می‌شود؛ مثلاً در بحث از نسب شاهان صفوی، به ملاقات میان امیر تیمور و شیخ حیدر اشاره می‌کند و ما می‌دانیم که چنین ملاقاتی روی نداده‌است. در این مورد و موارد دیگر مترجم لازم دیده‌است که در حاشیه توضیح کافی بدهد و اشتباهات نویسنده را اصلاح کند.

## سفرنامه تاورنیه
سفرنامه تاورنیه نخست در ۱۳۳۱ هجری قمری (۱۲۸۹ هجری شمسی) با ترجمه ابوتراب نوری (نظم الدوله) به فارسی منتشر شد. کتاب، غلط‌های ترجمه و سقطات متعدد و خطاهای چاپی فراوان داشت. چاپ دوم این کتاب، به‌همت کتابفروشی تأیید اصفهان و ویرایش حمید ارباب شیرانی، در سال ۱۳۳۶ انتشار یافت که سه بخش نخست از پنج بخش آن دارای همان غلط‌ها و نواقص بود، زیرا در آن زمان، سه بخش از متن فرانسوی آن در دسترس نگارنده نبود و فقط بخش‌های چهارم و پنجم با متن اصلی تطبیق شده و غلط‌ها و سقطات برطرف گشته بود و ۳۸۰ صفحه دارد.

## نگارخانه

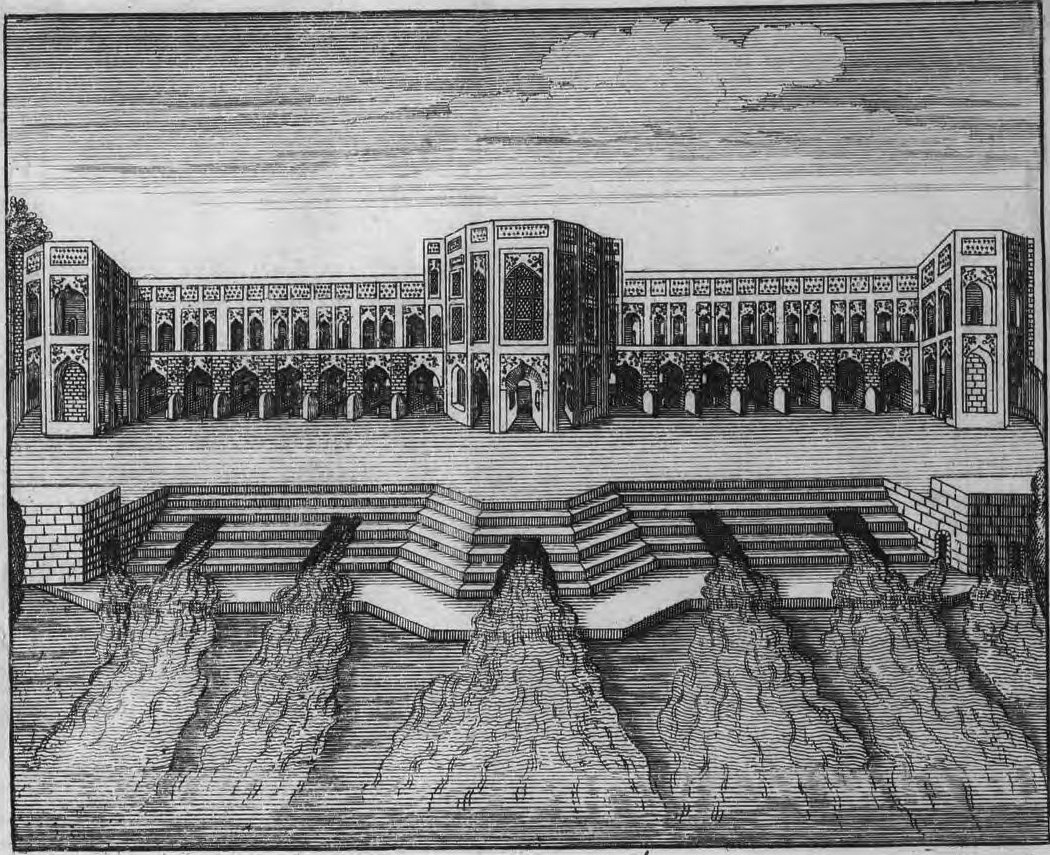
پل خواجو
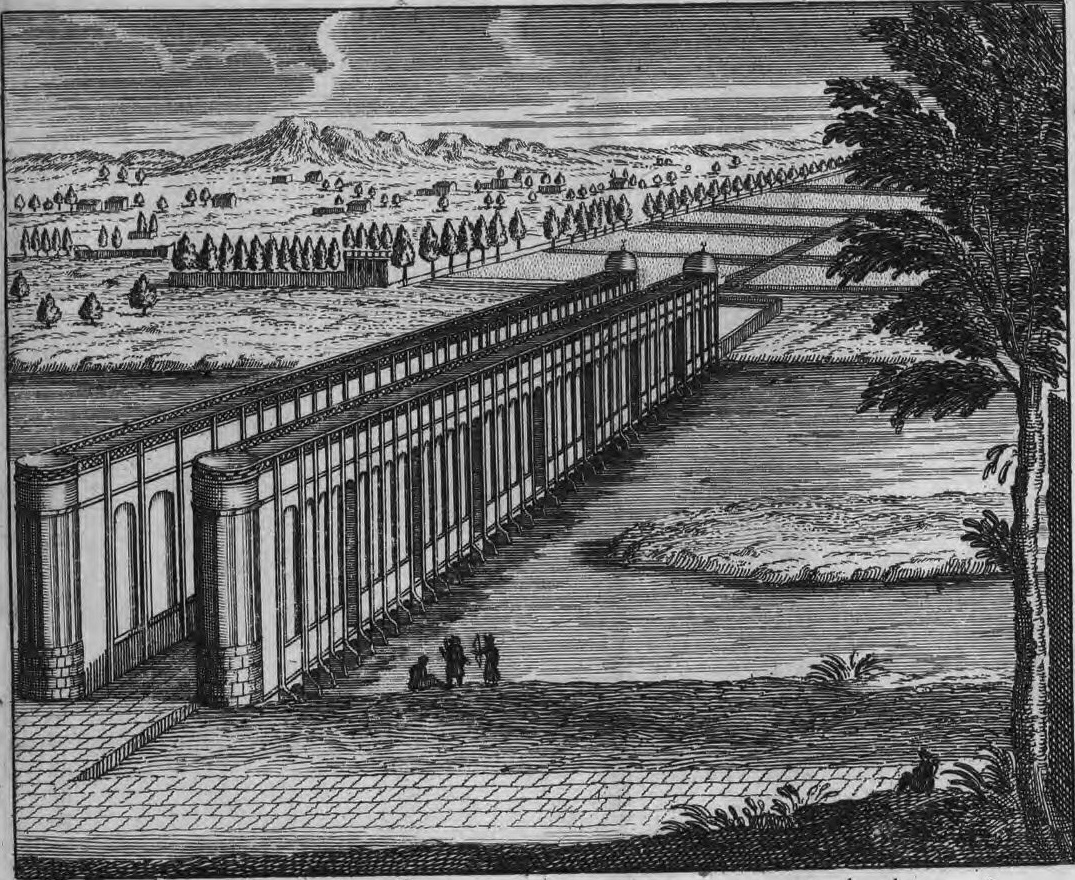
سی و سه پل
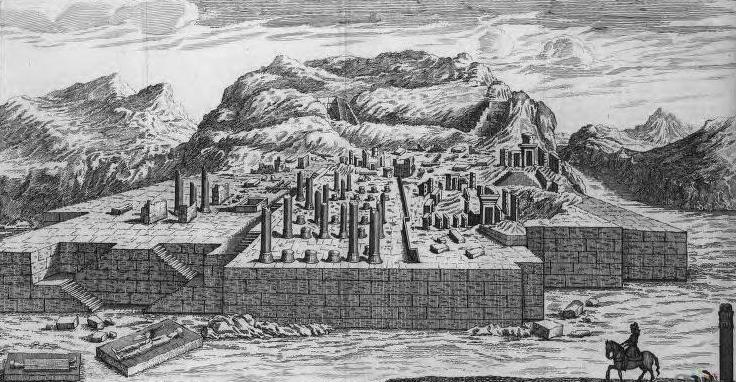
تخت جمشید
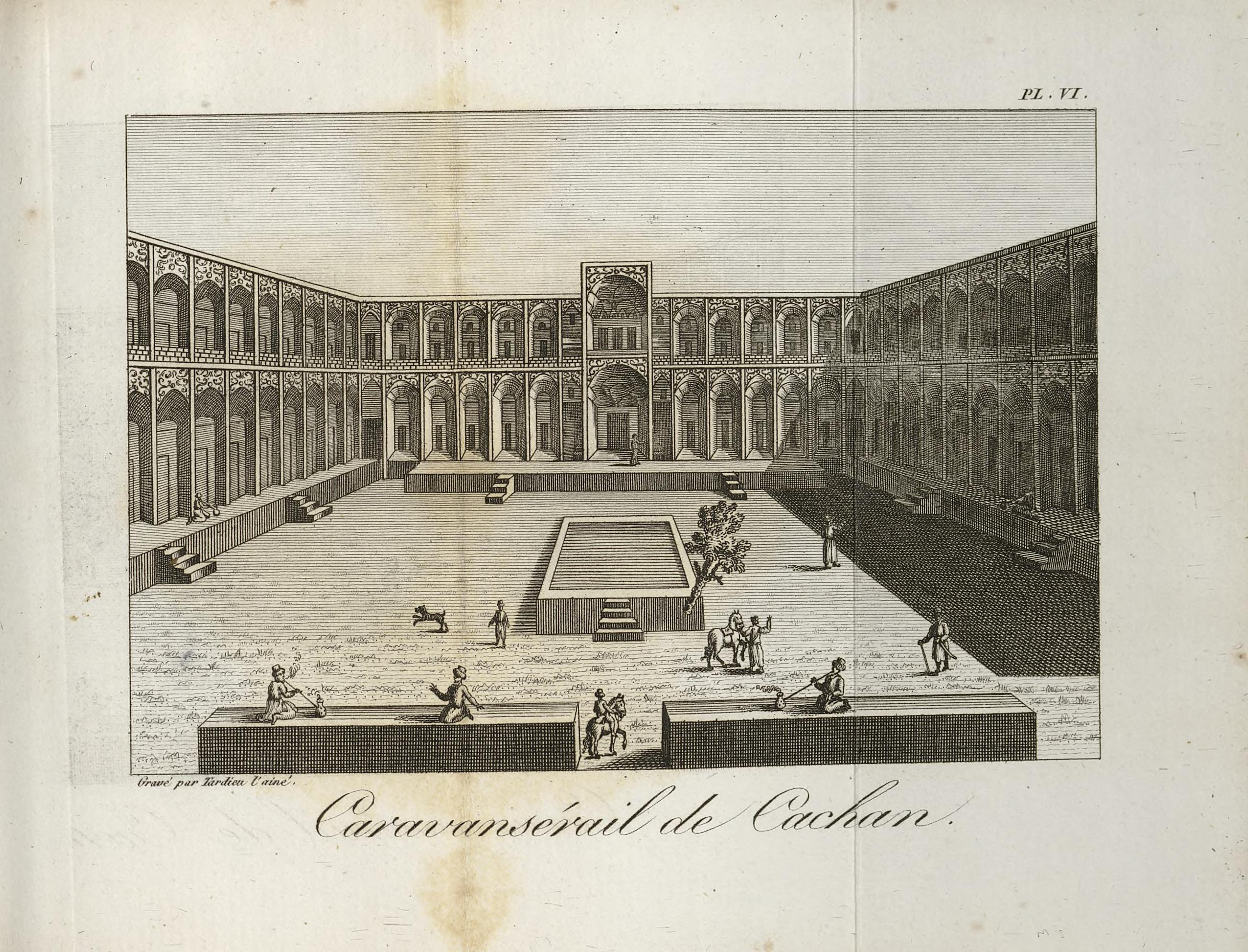
کاروانسرا در کاشان
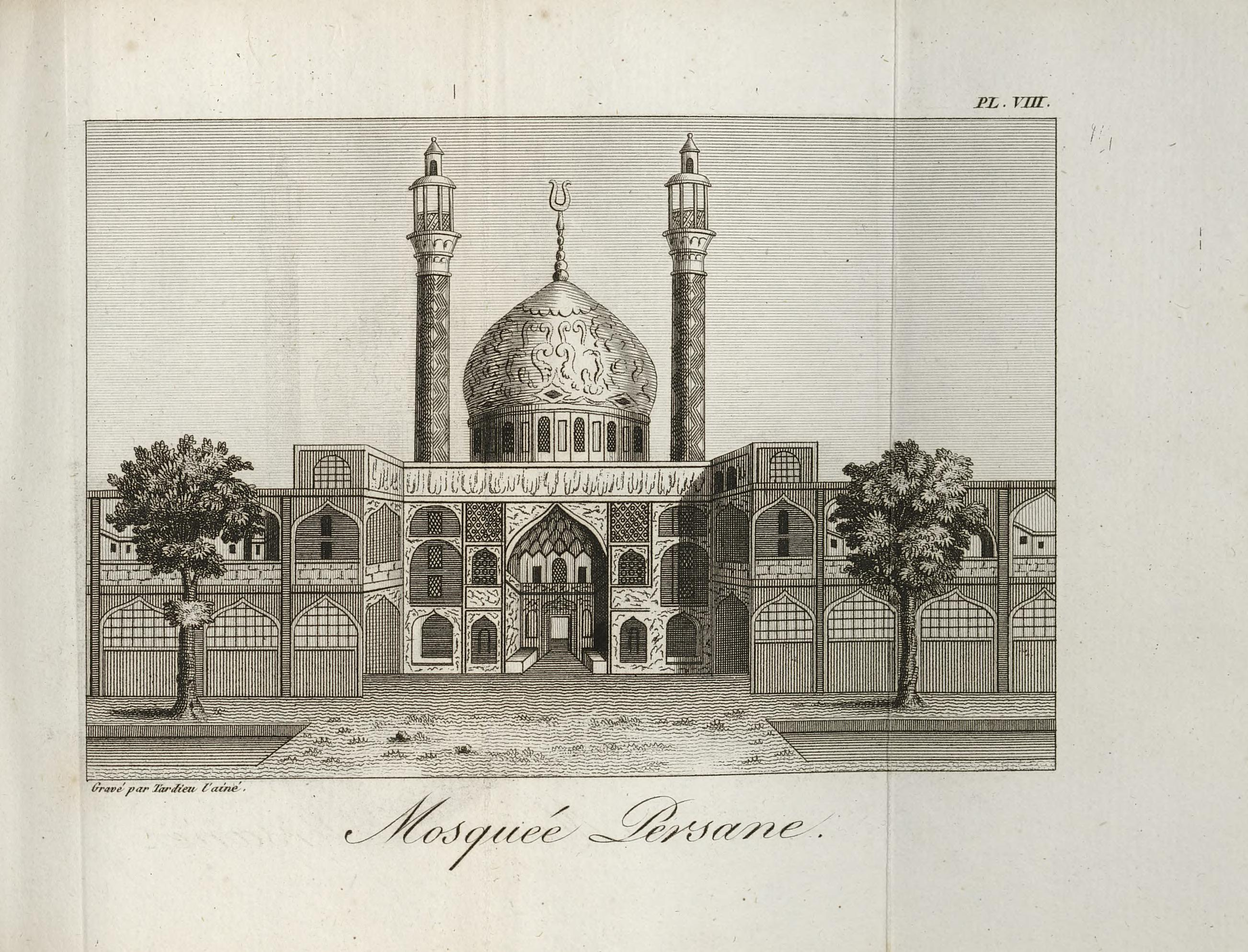
مسجد
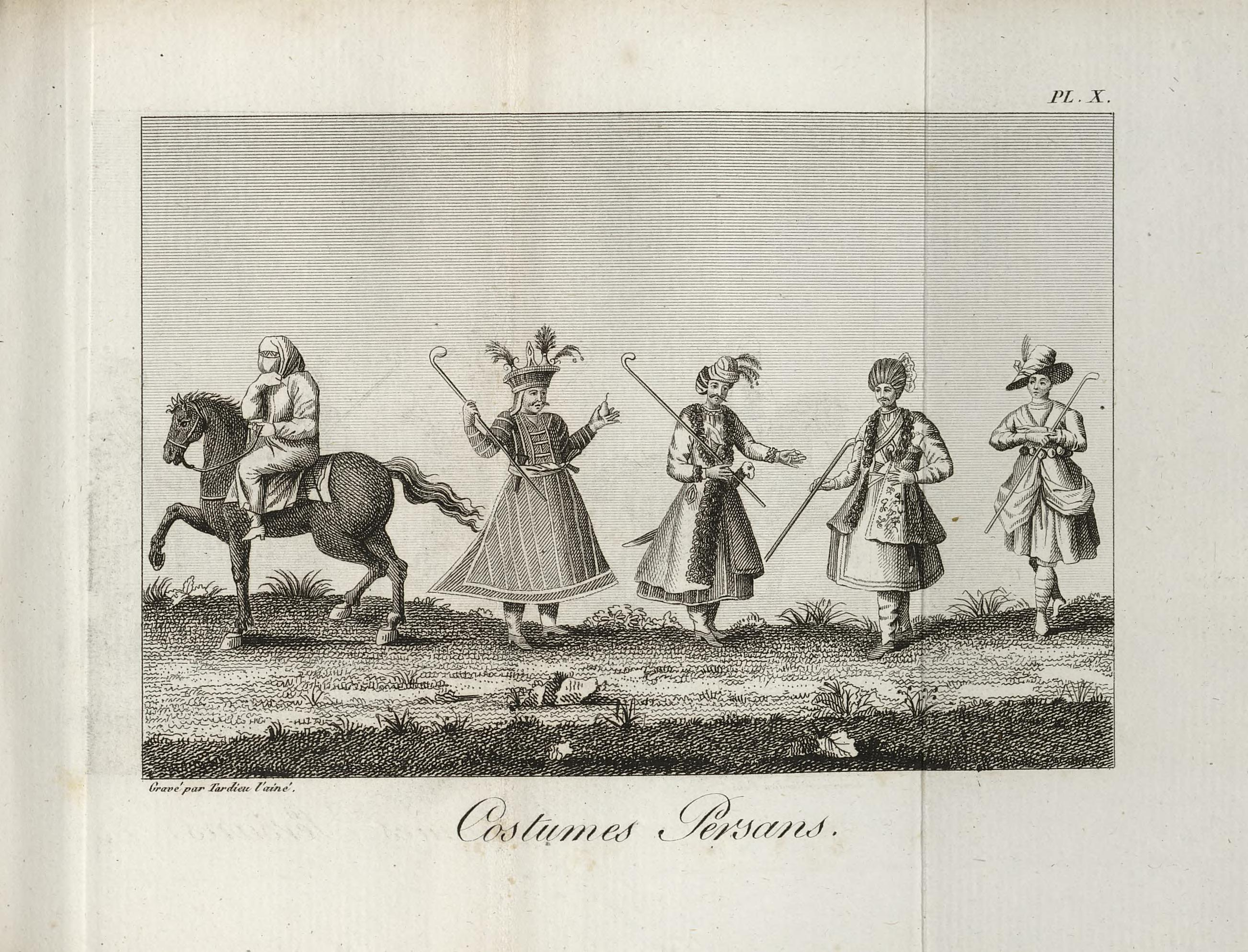
لباس مردان ایرانی
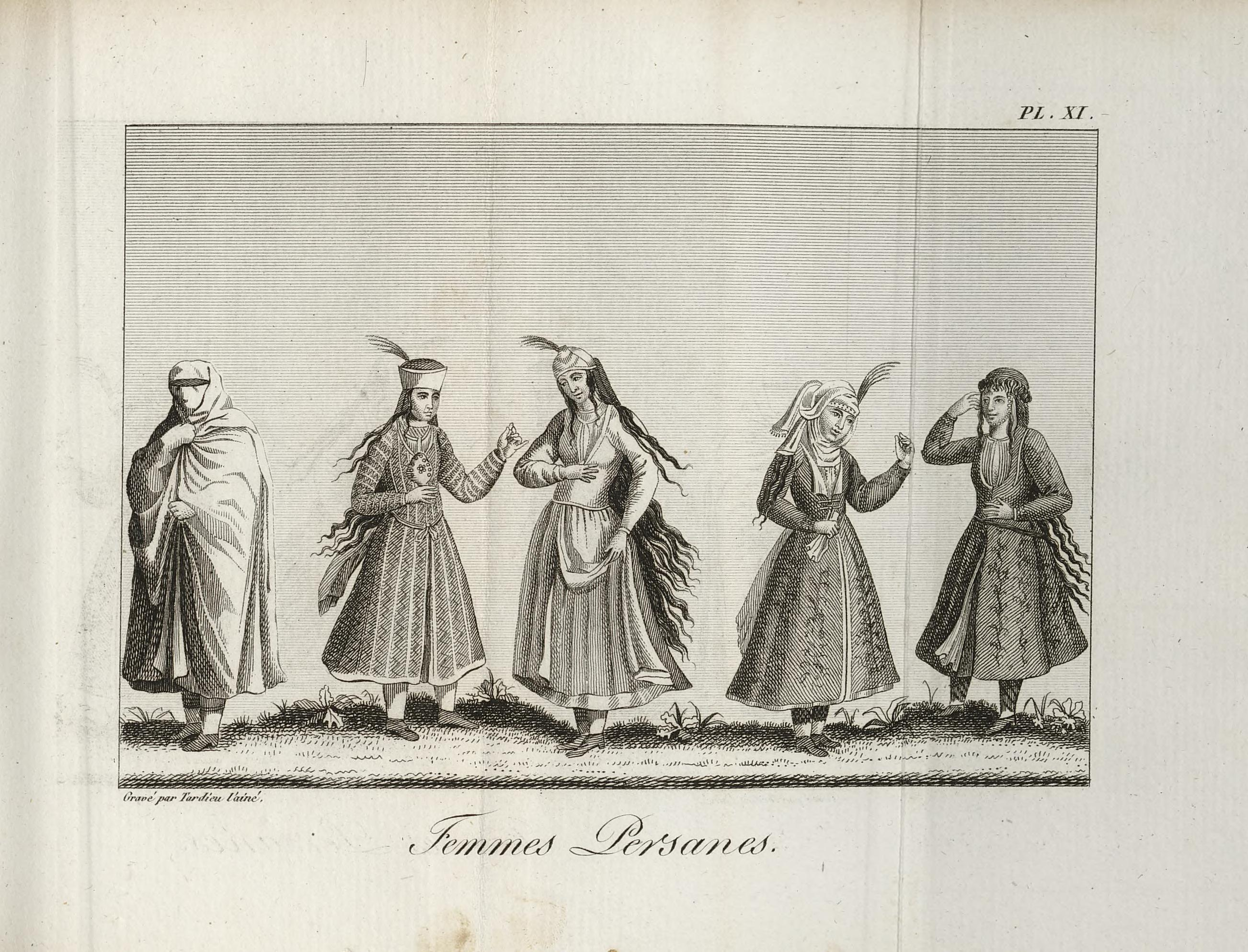
لباس زنان ایرانی
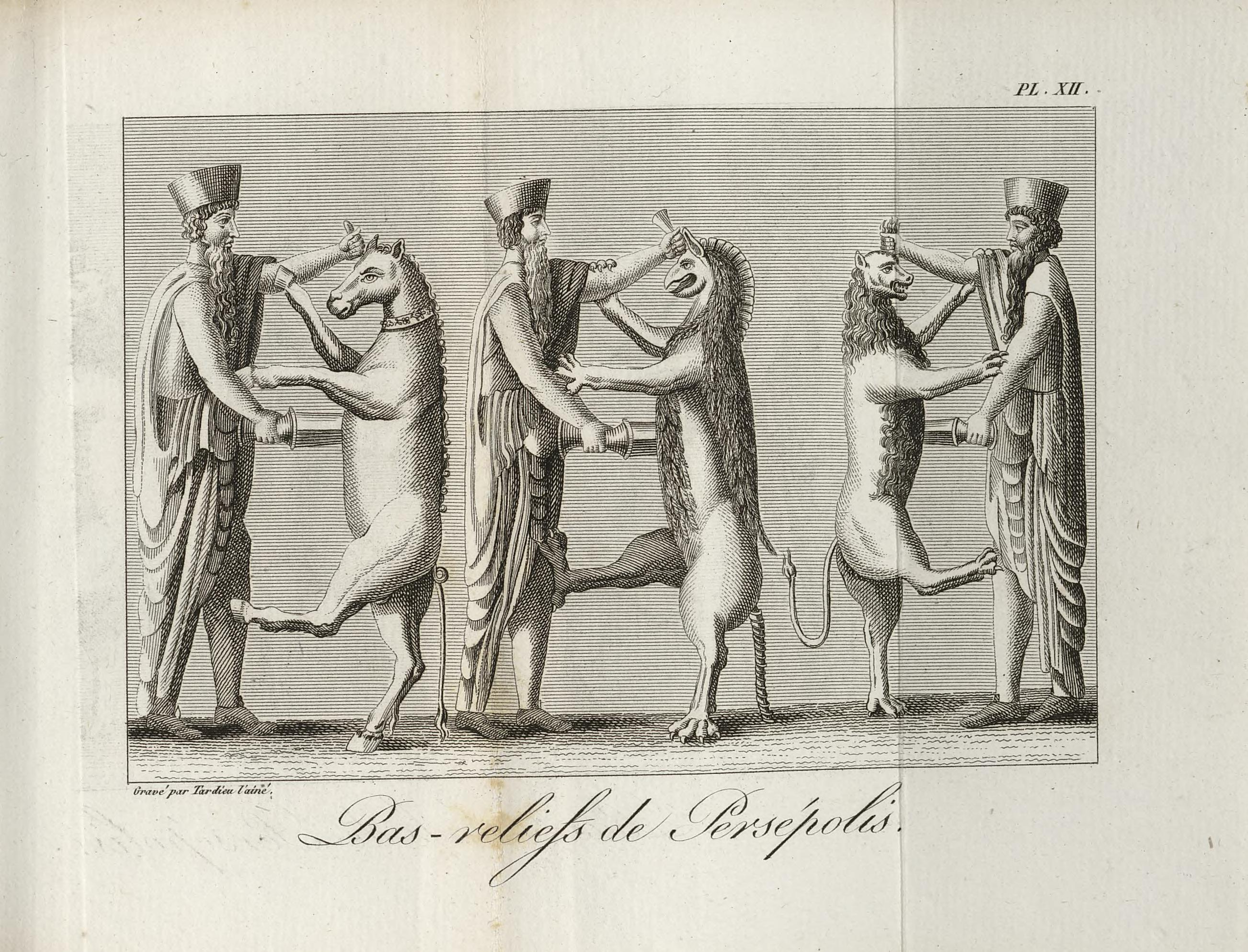
سنگ‌نگاره در تخت جمشید
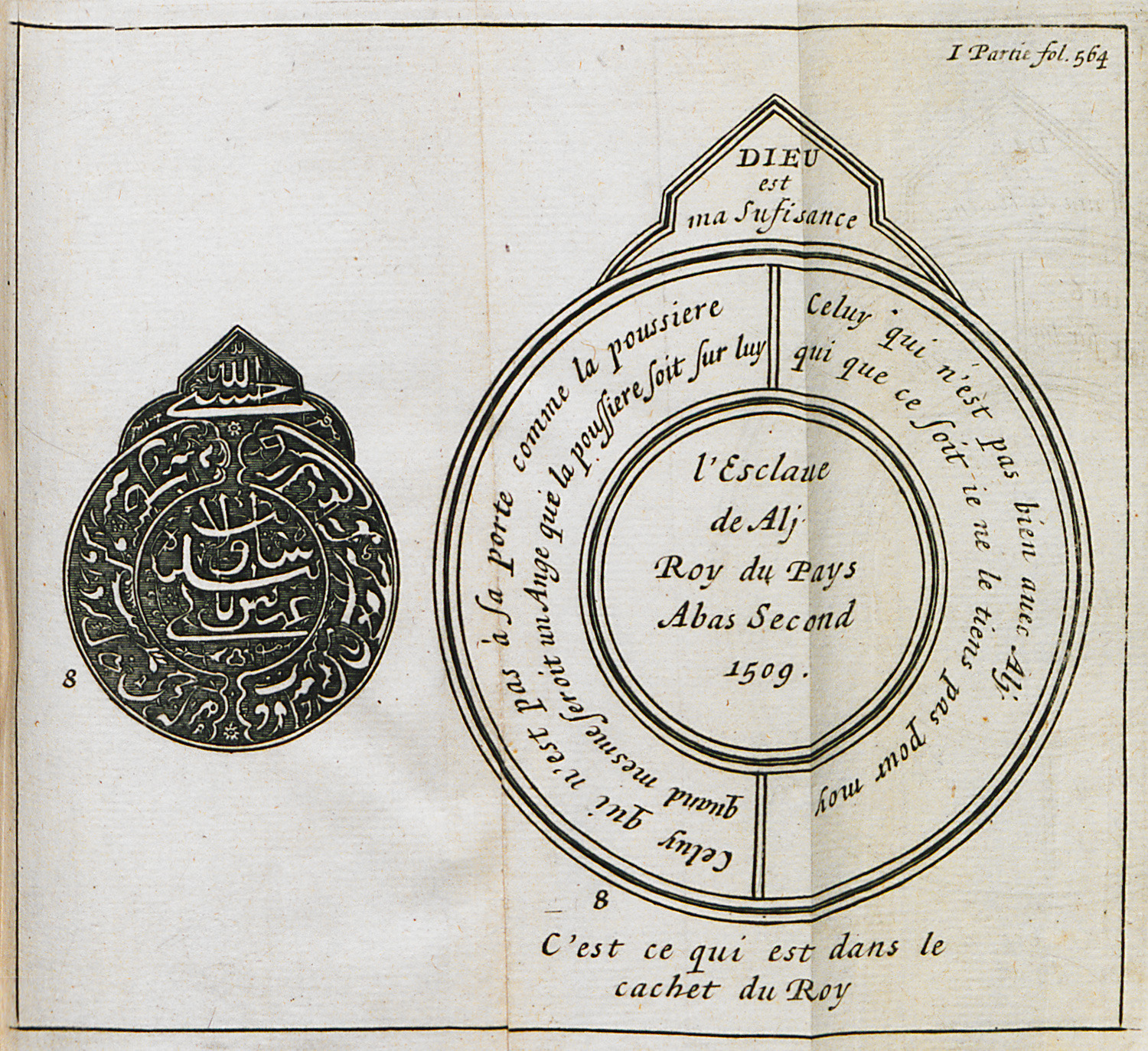
مهر شاه عباس دوم
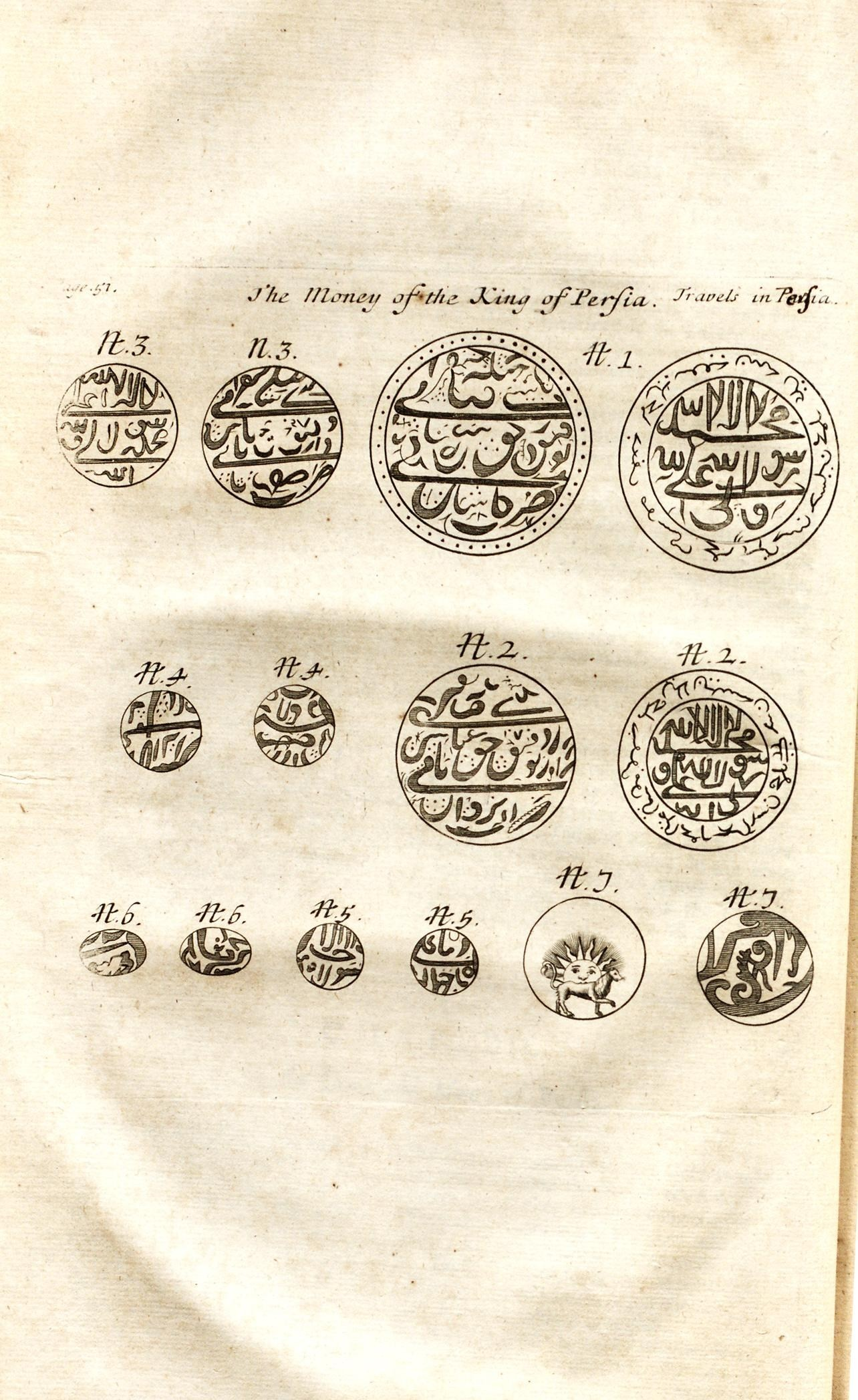
سکه‌های شاه عباس دوم